# 斎藤珪次

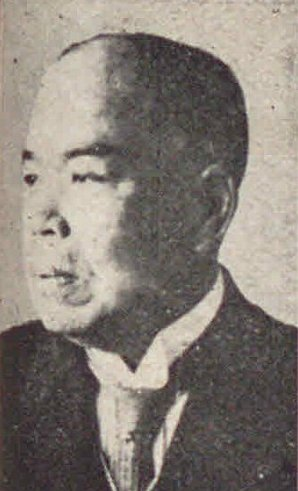
斎藤珪次

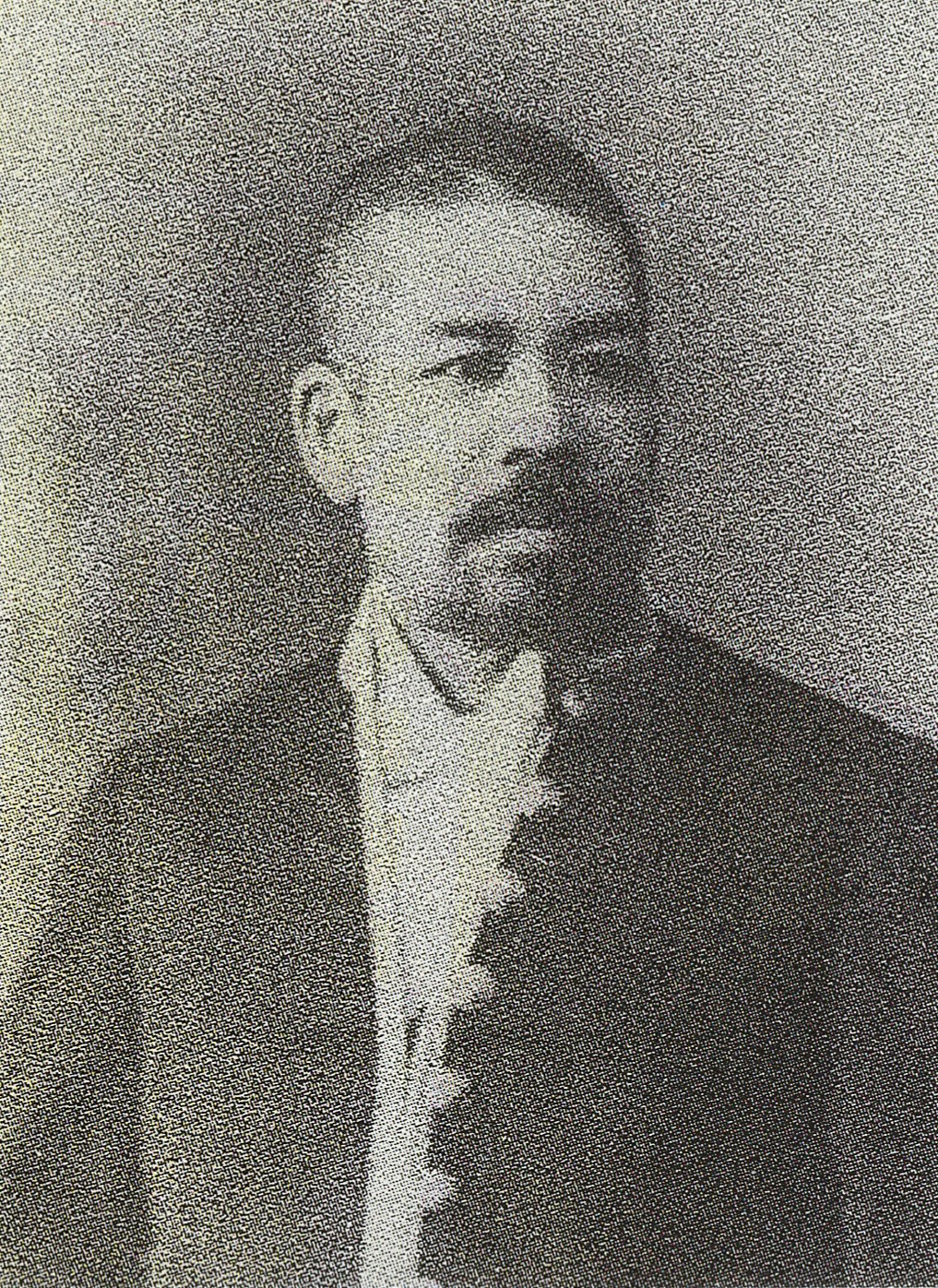
斎藤珪次

斎藤 珪次（さいとう けいじ、1860年4月15日（万延元年3月25日） - 1928年（昭和3年）3月21日）は、明治期の政治家、衆議院議員（8期）、ジャーナリスト、勲四等旭日小綬章。

## 経歴
武蔵国（現在の埼玉県羽生市喜右衛門新田）に斎藤喜右衛門の長男として生まれる。埼玉中学を経て大学予備門に入学するが中退。その後慶應義塾に入って政治経済を学び、自由民権運動に参加し、自由党に加盟。
明治18年に埼玉県会議員改選に当選し、矢部忠右衛門・堀越寛介らと「埼玉倶楽部」を結成。県会議員を辞任し、明治23年（1890年）に大同協和会の結成に参画。秩父暴動の暴動で放免、その後再選し、東京倶楽部の設立委員。1892年（明治25年）に衆議院議員に当選（以後当選8回）。自由党を経て第1次大隈内閣で板垣退助内務大臣の秘書官を務める。その後、自由党の機関新聞、「自由新聞」の主幹となる。
その後、立憲政友会が結成されると埼玉県支部長を務める。大正3年（1914年）に万国議員同盟出席委員長。死後の昭和12年（1937年）には斎藤珪次翁頌徳記念会によって埼玉県加須市不動岡の「總願寺」の境内裏に銅像が建造された。